# Hiroshi Tetsuto
Hiroshi Tetsuto (鐡戸 裕史 Tetsuto Hiroshi?, nacido el 28 de septiembre de 1982 en Mashiki, Kumamoto) es un exfutbolista japonés. Jugaba de defensa y su último club fue el Matsumoto Yamaga FC de Japón.

## Trayectoria

### Clubes
| Club                | País  | Año         |
| ------------------- | ----- | ----------- |
| Saga Nanyo          | Japón | 2005 - 2006 |
| Sagan Tosu          | Japón | 2006 - 2008 |
| Matsumoto Yamaga FC | Japón | 2009 - 2016 |

## Estadística de carrera

### J. League
| Club                | Año   | J. League | J. League | Copa J. League | Copa J. League | Total | Total |
| Club                | Año   | Part.     | Goles     | Part.          | Goles          | Part. | Goles |
| ------------------- | ----- | --------- | --------- | -------------- | -------------- | ----- | ----- |
| Sagan Tosu          | 2006  | 3         | 0         | -              | -              | 3     | 0     |
| Sagan Tosu          | 2007  | 20        | 0         | -              | -              | 20    | 0     |
| Sagan Tosu          | 2008  | 22        | 0         | -              | -              | 22    | 0     |
| Matsumoto Yamaga FC | 2012  | 37        | 3         | -              | -              | 37    | 3     |
| Matsumoto Yamaga FC | 2013  | 22        | 2         | -              | -              | 22    | 2     |
| Matsumoto Yamaga FC | 2014  | 19        | 0         | -              | -              | 19    | 0     |
| Matsumoto Yamaga FC | 2015  | 5         | 0         | 5              | 0              | 10    | 0     |
| Matsumoto Yamaga FC | 2016  | 7         | 0         | -              | -              | 7     | 0     |
| Total               | Total | 135       | 5         | 5              | 0              | 140   | 5     |